# 团结路街道 (乌鲁木齐市)
团结路街道，是中华人民共和国新疆维吾尔自治区乌鲁木齐市天山区下辖的一个乡镇级行政单位。

## 行政区划
团结路街道下辖以下地区：
领馆巷北社区、团结社区、八户梁社区、延安路社区、夏玛勒巴克巷社区、皇城社区、瓷厂社区、波斯坦巷社区、广电社区、昌乐园社区、中环路南社区、大湾北社区和后泉路社区。